# Sotto le nuvole
Sotto le nuvole è un film del 2025 diretto da Gianfranco Rosi.

## Trama
Vari frammenti di vite di persone che vivono tra il Golfo di Napoli e il Vesuvio: partenopei, turisti e lavoratori marittimi stranieri. 

## Promozione
Il trailer del film è stato pubblicato online il 22 luglio 2025.

## Distribuzione
Il film sarà presentato in anteprima nel settembre 2025 all'82ª Mostra internazionale d'arte cinematografica di Venezia. Sarà distribuito nelle sale cinematografiche italiane da 01 Distribution a partire dal 18 settembre 2025.

## Riconoscimenti
- 2025 - Mostra internazionale d'arte cinematografica
  - In concorso per il Leone d'oro